# 戈特马丁根
戈特马丁根是德国巴登-符腾堡州的一个市镇。总面积23.58平方公里，总人口10318人，其中男性5021人，女性5297人（2011年12月31日），人口密度438人/平方公里。

## 友好城市
- 法國 尚帕尼奥勒